# Saussan
Saussan é uma comuna francesa na região administrativa de Occitânia, no departamento de Hérault. Estende-se por uma área de 3,6 km². Em 2010 a comuna tinha 1 643 habitantes (densidade: 456,4 hab./km²).